# Kelly Holden-Bashar
Kelly Holden-Bashar es una actriz estadounidense de cine y televisión, reconocida por interpretar a Pearl Nygaard en la serie Fargo y por su participación en una gran cantidad de series de televisión estadounidenses en papeles de reparto.

## Carrera
Holden inició su carrera en la televisión en el año 2000 interpretando a una conductora de camión en la serie dramática The Bold and the Beautiful. Tres años más tarde integró el reparto de la película An American Reunion, dirigida por Jim Fitzpatrick. En 2004 interpretó a Nancy Krumholtz en Gilmore Girls, reconocida serie de comedia creada por Amy Sherman-Palladino. En esa década apareció en otras producciones televisivas como Pepper Dennis (2006), Kitten vs. Newborn (2008) y Parks and Recreation (2009), y actuó en la película Imagine de 2009.
En 2011 apareció en las películas Thanks y Serenity's House. En 2014 integró el elenco de la serie de comedia adolescente de Disney Channel I Didn't Do It. Ese mismo año interpretó a Pearl Nygaard, esposa de Lester Nygaard, personaje interpretado por Martin Freeman en la aclamada serie de televisión Fargo. Apareció nuevamente en una producción de Disney Channel interpretando a Solange Dupont en Dog with a Blog, también en 2014. Un año después actuó en un episodio de la serie de comedia Two Broke Girls y en 2016 integró el reparto de la serie Can't Let It Go!

## Filmografía

### Cine y televisión
- 2018 - Speechless
- 2016 - Can't Let It Go!
- 2015 - 2 Broke Girls
- 2014 - Dog with a Blog
- 2014 - Fargo
- 2014 - I Didn't Do It
- 2013 - Doin' It Yourself
- 2012 - Betty White's Off Their Rockers
- 2011 - Serenity House (corto)
- 2011 - Thanks
- 2009 - Parks and Recreation
- 2009 - Imagine
- 2008 - Kitten vs. Newborn
- 2008 - Rite (corto)
- 2006 - Pepper Dennis
- 2004 - Gilmore Girls
- 2003 - An American Reunion
- 2000 - The Bold and the Beautiful